# Dimitri Claeys
Dimitri Claeys (Sint-Amandsberg, Flandes, 18 de junio de 1987) es un ciclista belga que fue profesional entre 2010 y 2022. Desde 2023 es director deportivo del equipo Intermarché-Circus-Wanty.

## Palmarés
2013 (como amateur)
- Omloop Het Nieuwsblad sub-23
- Tour de la Mirabelle

2014 (como amateur)
- Omloop Het Nieuwsblad sub-23
- Dwars door de Vlaamse Ardennen

2015
- Tour de Normandía, más 1 etapa
- 1 etapa del Tour de Croacia
- Trofeo Internacional Jong Maar Moedig
- Gran Premio de la Villa de Pérenchies

2016
- 1 etapa del Tour de Valonia
- Gran Premio Jef Scherens

2018
- Cuatro Días de Dunkerque

2019
- Famenne Ardenne Classic[3]

## Resultados en Grandes Vueltas
Durante su carrera deportiva consiguió los siguientes puestos en las Grandes Vueltas. 
| Carrera | Carrera         | 2015 | 2016 | 2017  | 2018  | 2019 | 2020 | 2021  | 2022 |
| ------- | --------------- | ---- | ---- | ----- | ----- | ---- | ---- | ----- | ---- |
|         | Giro de Italia  | —    | —    | —     | —     | —    | —    | —     | —    |
|         | Tour de Francia | —    | —    | 163.º | 130.º | —    | —    | —     | —    |
|         | Vuelta a España | —    | —    | —     | —     | —    | —    | 105.º | —    |

—: no participa

Ab.: abandono